# Großer Dreesch
Großer Dreesch is een plaats (stadsdeel) in de Duitse gemeente Schwerin, deelstaat Mecklenburg-Voor-Pommeren, en telt 8.289 inwoners (2017).
Großer Dreesch ligt ten zuidwesten van het meer van Schwerin en wordt doorkruist door de rijkswegen 106 en 321. Met ongeveer 62.000 inwoners in 1989 was de prefabwijk Großer Dreesch de grootste wijk van Schwerin. Na de hereniging werd Großer Dreesch opgedeeld in de wijken Großer Dreesch, Neu Zippendorf en Mueßer Holz, afhankelijk van de drie bouwfasen.
Voor de hereniging werd Großer Dreesch beschreven als het mooist gelegen nieuwbouwgebied in de DDR. Vanaf de heuvel waarop de wijk ligt, heb je een goed uitzicht over het meer van Schwerin en de oude stad. Het Zippendorfstrand, een favoriet van veel inwoners van Schwerin, en de dierentuin van Schwerin liggen in de directe omgeving.

## Geschiedenis

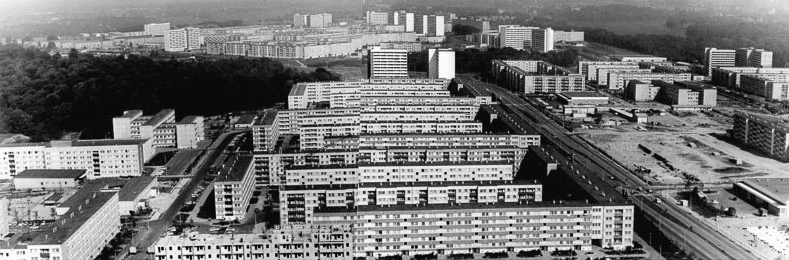
Woningbouw in 1982

De naam Großer Dreesch komt van een oude veldnaam. Dreesch verwees naar een braakliggend akkerbouwgebied dat als weiland werd gebruikt en betekent ‘woestenij’ of ‘wild land’. Een andere interpretatie verwijst naar de Dree in de naam, Nederduits voor drie, wat zou kunnen duiden op een landbouwbedrijf met drie velden. 
Vanaf september 1813, toen de militaire faciliteiten in het huidige Stern Buchholz nog niet bestonden, werd de Dreesch gebruikt door het Russisch-Duitse Legioen als oefenterrein voor de bevrijdingsstrijd tegen Napoleon. In 1910 landde het luchtschip Parseval 6 op het nog onbebouwde gebied.
Belangrijke vestigingsfactoren voor de keuze als woningbouwlocatie waren het nabijgelegen industriegebied in Schwerin-Süd, dat op hetzelfde moment werd aangelegd. Bovendien had het bouwterrein een goede draagkracht en een groot aandeel braakliggend terrein met een lage grondwaarde. Een uitbreiding van de bestaande geprefabriceerde woongebieden in Weststadt of Lankow werd ook van tevoren overwogen. Het gebied van de eerste bouwfase maakte al sinds 1928 deel uit van het stedelijk gebied van Schwerin. De eerste steen voor de 4829 wooneenheden voor ongeveer 14.000 bewoners werd gelegd op 11 november 1971 en de eerste huurders konden in februari 1972 hun intrek nemen in hun flats. De verwachte verkeersstromen vereisten een ruimtelijke scheiding van tram- en wegverkeer.

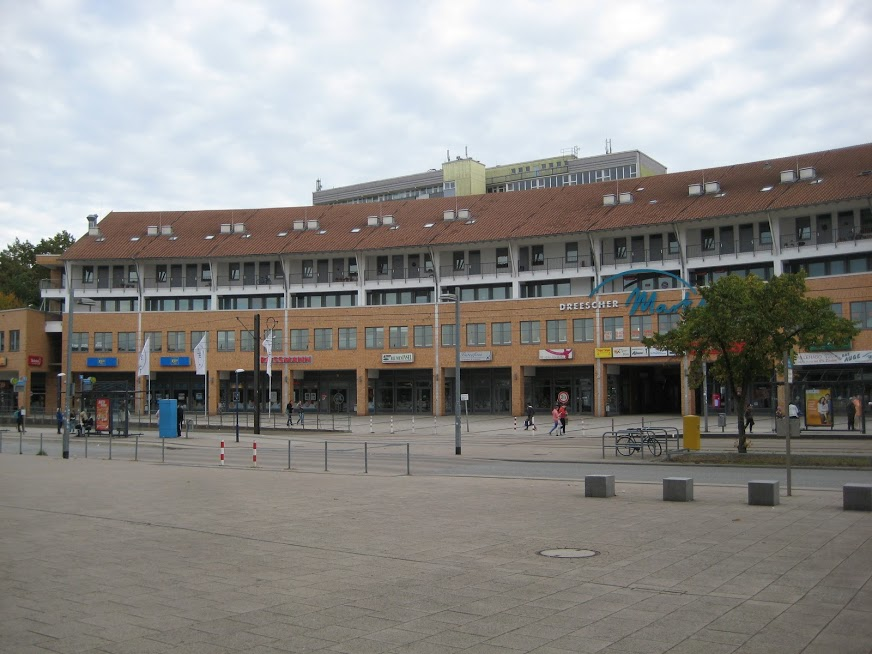
Dreescher Markt

Het uitgeverij- en drukkerijgebouw van de krant Schweriner Volkszeitung, dat in april 1975 werd gebouwd, en een projectplanningsgebouw in de Straße der Deutsch-Sowjetischen-Freundschaft (tegenwoordig Dreescher Markt), waarin 750 mensen werk vonden en onder andere bevoorradingsfaciliteiten werden geopend, kregen economische betekenis. Drie scholencomplexen met vijf scholen, twee warenhuizen, een benzinestation in 1976, een polikliniek in 1977 en een overdekt zwembad in 1981 werden gebouwd in het woongebied tussen Ludwigsluster Chaussee en Grünem Tal, dat bekend stond als de eerste bouwfase voordat het na 1990 op naam werd gesplitst. Het gehele gebouwencomplex werd op 5 oktober 1983 opgeleverd.
Zoals alle grote geprefabriceerde woonwijken in Oost-Duitsland had Grosse Dreesch na 1990 te kampen met een toenemende leegstand, veroorzaakt door de dramatische daling van het geboortecijfer na de hereniging en de niet onaanzienlijke uittocht van vroegere bewoners naar koopwoningen in de buurt van de stad, gerenoveerde historische wijken of westelijke deelstaten. Grosse Dreesch had hier echter minder last van dan de aangrenzende wijken Neu Zippendorf en Mueßer Holz.
Om de ontwikkeling van Großer Dreesch tot een sociale hotspot tegen te gaan, creëerden de twee grote gemeentelijke woningbouwbedrijven met fondsen van de federale overheid, de staat en de stad, grotere flats van hogere kwaliteit en een aantrekkelijkere leefomgeving door middel van sloop en verbouwing. Van de negen torenflats uit de jaren 1970 werden er drie gesloopt in 1999 en 2003, terwijl de andere werden gerenoveerd en gemoderniseerd. Drie nieuwe winkelcentra werden gebouwd in 1991, 1996 en 2001, evenals verschillende kantoorgebouwen. Een warenhuis, de polikliniek en een kleuterschool werden gesloopt, terwijl een andere voormalige kleuterschool werd omgebouwd tot woningen voor ouderen. Het overdekte zwembad uit 1981 werd in 2013-2015 vervangen door een nieuw gebouw met hetzelfde doel.
Op 12 december 1986 kwamen 20 studenten uit de woonwijk om het leven bij de crash van Aeroflot vlucht 892 in de buurt van Berlijn, op de terugweg van hun afstudeerreis naar Minsk.

## Verkeer
Via de tramlijnen 1 en 2 is het stadscentrum van Schwerin te bereiken in tien minuten. De lijnen 3 en 4 rijden naar het industriegebiekd Schwerin Süd alsook meerdere buslijnen. 